# DeLaVallet Bidiefono
Œuvres principales
Empreintes / On posera les mots après
Au-delà
DeLaVallet Bidiefono N'Kouka est un danseur et chorégraphe congolais.  
Après des débuts comme percussionniste et chanteur, il entame à Brazzaville une carrière de danseur, travaillant notamment au centre culturel français auprès de Daniel Larrieu et Paco Dècina, valerie Apicella, Orin Camus, Ivan Bacchiocchi, 
et puis avec: Orchy zaba, georgy Loubello, Vivien Bassouamina, Boris nganga, entre autres.
Il crée en 2005 la compagnie Baninga. Ses œuvres sont régulièrement montées en Europe.

## Œuvres
- Liberté d'expression (2005)
- Pollution (2006)
- Ndjila na Ndjila - d'une route à l'autre (2007)
- Nos enfants nous font peur quand on les croise dans la rue / Quand le réel nous rattrape (2009)
- Empreintes / On posera les mots après (2009)
- Où vers ? (2011)
- 45 tours (2011)
- Au-delà (2013)
- Neuf couches de rouge / La tchikoumbi furiosa[4] (2019)
- Les Sauvages (2021)